# Sierre Lions
Die Sierre Lions sind ein Streethockeyclub aus Siders im Kanton Wallis. Seit 2002 spielt der Klub in der Nationalliga A der Swiss Streethockey Association.

## Kurzgeschichte
Sierre Lions wurde am 6. Mai 1990 durch Schulfreunde gegründet. Das erste Freundschaftsspiel fand im selben Jahr gegen Oberwil bei Zug statt. 1994 folgte der Eintritt in den Schweizerischen Strassenhockeyverband, 1995 nahm man das erste Mal an der offiziellen Meisterschaft teil. 1997 gelang der Aufstieg in die Nationalliga B und im Jahre 2002 wurde der Aufstieg in die höchste Spielklasse erzielt.
Danach folgte die bisher erfolgreichste Zeitspanne des Vereins. Mit dem Aufstieg und der vom Verein organisierten Weltmeisterschaft wurde das Streethockey in der Gegend populär. In Ecossia, Pont Chalais wurde eine neue Streethockeyanlage gebaut und der Verein zählte 7 Teams und bis zu 150 Mitglieder. Dazu gesellte sich der Gewinn der Schweizermeisterschaft als Aufsteiger sowie dessen zweimalige Titelverteidigung. Neben der 1. Mannschaft spielten auch die verschiedenen Juniorenteams höchst erfolgreich. Im Jahr 2012 findet sich der Verein mit der ersten Mannschaft weiterhin in der NLA und besitzt eine Junioren-, Senioren- sowie eine Damenmannschaft.

## Sportliche Erfolge
- Schweizermeister 2003 / 2004 / 2005 / 2023 / 2025
- Vizemeister 2008 / 2022 / 2024
- Cupsieger 2008 / 2017 / 2024
- Schweizermeister Damen 2007 / 2009 / 2010 / 2012 / 2013 / 2014 / 2015 / 2018